# II-76
De II-76 is een nationale weg van de tweede klasse in Bulgarije. De weg loopt van Charmanli naar Elchovo. De II-76 is 65 kilometer lang.